# Гільєрмо Рівера Арангіс
Гільєрмо Рівера Арангіс (ісп. Guillermo Rivera Aránguiz; нар. 2 лютого 1989) — колишній чилійський тенісист.
Найвищу одиночну позицію світового рейтингу — 271 місце досяг 29 серпня 2011, парну — 257 місце — 25 липня 2011 року.
Завершив кар'єру 2017 року.

## Фінали в одиночному розряді
| Легенда (одиночний розряд) |
| -------------------------- |
| Челленджери (0–0)          |
| Ф'ючерс (7–13)             |

| Результат | Ранг | Дата              | Турнір       | Покриття | Суперник                     | Рахунок           |
| --------- | ---- | ----------------- | ------------ | -------- | ---------------------------- | ----------------- |
| Поразка   | 1.   | 19 квітня 2009    | Аргентина F1 | Ґрунт    | Гідо Пелья                   | 3–6, 4–6          |
| Поразка   | 2.   | 14 червня 2009    | Аргентина F8 | Ґрунт    | Марко Трунгелліті            | 6–4, 2–6, 1–5 Ret |
| Поразка   | 3.   | 11 жовтня 2009    | Чилі F1      | Ґрунт    | Хорхе Агілар                 | 6–7(7–9), 2–6     |
| Перемога  | 1.   | 14 червня 2010    | Аргентина F9 | Ґрунт    | Максіміліано Естевес         | 6–3, 3–6, 6–3     |
| Поразка   | 4.   | 22 серпня 2010    | Колумбія F1  | Ґрунт    | Себастьян Декуд              | 4–6, 3–6          |
| Поразка   | 5.   | 29 серпня 2010    | Колумбія F2  | Ґрунт    | Себастьян Декуд              | 6–7(6–8), 5–7     |
| Перемога  | 2.   | 18 жовтня 2010    | Чилі F1      | Ґрунт    | Маурісіо Ечасу               | 6–2, 4–6, 7–5     |
| Поразка   | 6.   | 1 листопада 2010  | Чилі F2      | Ґрунт    | Гільєрмо Ормасабаль          | 5–7, 2–6          |
| Перемога  | 3.   | 15 листопада 2010 | Чилі F5      | Ґрунт    | Пабло Гальдон                | 6–2, 6–3          |
| Поразка   | 7.   | 28 березня 2011   | Чилі F1      | Ґрунт    | Стефано Травалья             | 2–6, 4–6          |
| Поразка   | 8.   | 20 червня 2011    | Чилі F4      | Ґрунт    | Крістобаль Сааведра-Корвалан | 4–5 Ret           |
| Поразка   | 9.   | 15 серпня 2011    | Колумбія F3  | Ґрунт    | Едуардо Струвай              | 2–6, 6–7(7–9)     |
| Перемога  | 4.   | 14 листопада 2011 | Чилі F13     | Ґрунт    | Ганс Подліпнік Кастільйо     | 6–4, 6–4          |
| Поразка   | 10.  | 20 лютого 2012    | Чилі F3      | Ґрунт    | Геральд Мельцер              | 6–7(4–7), 3–6     |
| Поразка   | 11.  | 28 травня 2012    | Чилі F6      | Ґрунт    | Крістобаль Сааведра-Корвалан | 4–6, 1–6          |
| Поразка   | 12.  | 4 червня 2012     | Чилі F7      | Ґрунт    | Хорхе Агілар                 | 6–7(4–7), 4–6     |
| Перемога  | 5.   | 29 жовтня 2012    | Чилі F11     | Ґрунт    | Густаву Герсіс               | 7–6(7–3), 6–0     |
| Перемога  | 6.   | 24 листопада 2012 | Чилі F12     | Ґрунт    | Джанлуїджі Квінці            | 6–4, 6–4          |
| Поразка   | 13.  | 10 грудня 2012    | Чилі F15     | Ґрунт    | Хорхе Агілар                 | 7–5, 3–6, 3–6     |
| Перемога  | 7.   | 6 червня 2014     | Болгарія F14 | Ґрунт    | Тихомир Грозданов            | 5–7, 6–3, 6–1     |